# شرکت توسعه و نگهداری اماکن ورزشی
شرکت توسعه و نگهداری اماکن ورزشی یک شرکت دولتی و زیر مجموعه وزارت ورزش و جوانان است.
این سازمان در تاریخ ۲۷ مهر ۱۳۷۳ با پیشنهاد سازمان تربیت بدنی و تصویب هیئت وزیران برای ساخت، تجهیز و نگهداری تأسیسات ساختمان‌های ورزشی ایران تشکیل شده‌است. هم‌اکنون مجموعه‌های ورزشی بزرگی همچون آزادی و انقلاب تهران در اختیار این شرکت می‌باشد.
مقر این سازمان در مجموعه ورزشی انقلاب تهران می‌باشد. 
مدیرعامل این شرکت از ۲۴ دی ۱۴۰۳ سید محمدعلی ثابت‌قدم است.

## مجموعه‌های تحت اختیار
- مجموعه ورزشی آزادی
- مجموعه ورزشی انقلاب تهران
- مجموعه ورزشی شهید کشوری
- مجموعه ورزشی شهید شیرودی
- مجموعه ورزشی تنیس استقلال
- مجموعه‌های اسکی ایران (شمشک، دیزین و خور)
- مجموعه‌های سوارکاری ایران
- مجتمع اقامتی امام رضا رامسر